# Bell X-22
Белл X-22 (англ. Bell X-22) — американський дослідний літак вертикального злету та приземлення та для злету та приземлення з скороченою дистанцією виробництва компанії Bell Aircraft. Побудований для проведення досліджень у польоті з використанням поворотних канальних рушіїв. Літак X-22A перший раз піднявся у повітря 17 березня 1966. Всього було побудовано 2 літаки.

## ЛТХ
- Силова установка: чотири турбовальних двигуна Дженерал Електрик YT58-GE-8D потужністю 932 кВт (1250 к.с.).
- Максимальна швидкість на рівні моря 509 км/год.
- Крейсерська швидкість на висоті 3355 м, близько 343 км/год.
- Дальність польоту 716 км.